# Sven Markelius
Sven Markelius, nome completo Sven Gottfrid Markelius (Stoccolma, 25 ottobre 1889 – Danderyd, 24 febbraio 1972), è stato un architetto svedese, un'importante personalità che ha aderito allo stile internazionale introducendolo in Svezia negli anni venti.

## Biografia

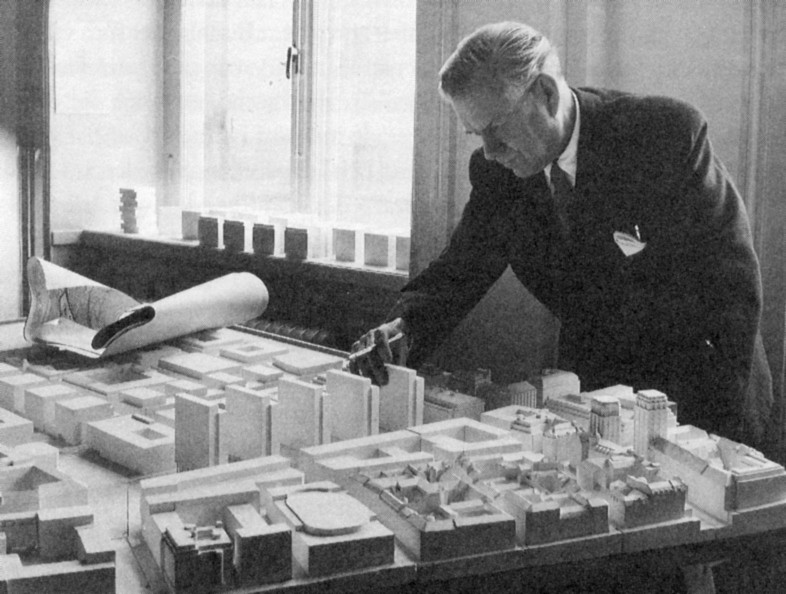
Sven Markelius nel 1954

Sven Markelius nacque a Stoccolma il 25 ottobre 1889.
La carriera di studi di Markelius è culminata con la frequentazione dell'Istituto reale di tecnologia di Stoccolma, dove si è laureato nel 1913 e della Reale Accademia delle Belle Arti, Facoltà di Architettura, diplomandosi nel 1915; successivamente ha aperto il suo studio di architettura a Stoccolma nel 1915.
Non seguì lo stile romantico dei suoi maestri R. Ostberg e Ferdinand Boberg, avvicinandosi, sin dagli esordi, ai movimenti razionalisti, guidati da Le Corbusier, differentemente da Gunnar Asplund, più propenso all'empirismo e alla osservanza delle tradizioni locali.
Sin dai primi anni della sua attività, Markelius ha vinto numerosi importanti concorsi di design in tutta la Svezia.
Il suo progetto per un complesso di sale da concerto a Helsingborg (1925) è forse il suo lavoro principale, oltre ad essere stato premiato; le sue forme libere e rettilinee, con le loro pareti bianche e le ampie vetrate, riflettono l'audace stile che caratterizzò il design accademico europeo.
Da ricordare il Club degli studenti al politecnico di Stoccolma (1929), in collaborazione con Uno Ahren, ampliato poi, nel 1952, con Bengt Lindroo.
Tra i suoi lavori più sperimentali si può menzionare la casa d'abitazione collettiva a Stoccolma (1935), costituita da cucine, ristoranti, asili nido e altre strutture domestiche per ospitare famiglie in cui entrambi i genitori erano impegnati a lavorare fuori casa, che si risolse in un interessante inserimento nel tessuto cittadino precostituito.
Markelius ottenne un riconoscimento internazionale con il suo progetto per il padiglione svedese alla Fiera mondiale di New York nel 1939, che risultò il primo tentativo di superamento o di integrazione dell'architettura razionalista, attraverso l'espressione di uno stile che considerò anche le esigenze psicologiche dell'individuo,
oltre che l'architettura libera dalle oppressioni dittatoriali e nazionalistiche.
La sua casa a Danderyd (1945), una villa contraddistinta da un tetto basso, inserita in un ambiente naturale di rocce e alberi, divenne un prototipo per case informali, ricco di significati umani.
Si distinse anche con la "Casa del Popolo" a Linköping (1954), per la quale dovette superare la questione dell'inserimento in un ambiente antico, data la presenza della cattedrale del XIII secolo.
Come direttore della pianificazione per la città di Stoccolma (1938-1954), ha supervisionato il piano di Vällingby, una comunità satellite fondata nel 1953, in cui applicò le moderne teorie dell'ampliamento delle grandi città, realizzando nuclei satelliti autosufficienti.
Infine, la sede dei Sindacati a Stoccolma (1955), si caratterizzò dall'utilizzo di materiali e sistemi costruttivi di tipo industriale.

## Progetti
- Sale da concerto a Helsingborg (1925);
- Club degli studenti al politecnico di Stoccolma (1929);
- Casa d'abitazione collettiva a Stoccolma (1935);
- Padiglione svedese alla Fiera mondiale di New York (1939);
- Villa di Danderyd (1945);
- Progetto della comunità satellite di Vällingby (1953);
- Casa del Popolo a Linköping (1954);
- Sede dei Sindacati a Stoccolma (1955).